# منفذ حاج عمران الحدودي
منفذ حاج عمران الحدودي هو منفذ حدودي عراقي في كردستان العراق في شمال شرق محافظة أربيل في ناحية حاج عمران العراقية المجاورة لمحافظة أذربيجان الغربية في إيران، يقابل منفذَ حاج عمران العراقي، منفذُ تمرجين (بيرانشهر) الإيراني. منفذ حاج عمران لا تشرف عليه هيأة المنافذ الحدودية العراقية الاتحادية، بل يُشرف على المنفذ حكومةُ إقليم كردستان العراق. أُقرّ رسمياً بمنفذ حاج عمران الحدودي بين إقليم كوردستان وإيران في أواسط نيسان سنة 2008، وكان له حينئذٍ بوابتان، ثم فُتحت بوابة ثالثة للمنفذ يوم 13 نيسان سنة 2022. يُستعمل منفذ حاج عمران لنقل المسافرين والسياح والتجارة.